# 울산 요금소
울산 요금소(蔚山料金所, Ulsan TG)는 울산광역시 울주군 범서읍 백천2길 43에 위치한 울산고속도로 본선 상의 요금소이다. 시점인 언양 분기점 기준으로 12.76km 떨어진 곳에 있다.
1969년 12월 29일 울산고속도로가 개통할 당시에는 신복로터리에서 약 200~300m 떨어진 경상남도 울산시 남구 무거동에 처음 설치되어 운영했으며, 1990년대에 언양 분기점에서 4km 떨어진 지점인 울주군 언양읍 반송리에 이설되었다. 그러다가 2008년 동해고속도로 부산기점 ~ 울산 분기점 구간 공사가 막바지에 이르면서 2008년 12월 8일 요금소를 범서 방향으로 8.76km 떨어진 현재 지점으로 이설했으며, 관리는 한국도로공사 울산영업소, 부산울산고속도로 울산영업소하고 있다.
현재 기존의 울산 요금소 부지는 울산졸음쉼터로 사용 중이며, 이 중 울산방향은 2018년 1월 3일에 울산행복드림쉼터로 재개장하였다.

## 연혁
- 1969년 12월 29일 : 울산고속도로 개통과 함께 경상남도 울산시 남구 무거동 위치에서 영업 개시
- 1992년 3월 16일 : 요금소 이설 공사로 인해 경상남도 울산군 언양면 반송리 600m 구간 도로구역 변경[2]
- 2008년 12월 8일 : 요금소를 범서 방향으로 8.76km 떨어진 곳으로 이전[3]

## 교통량 정보
| 요금소            | 통행량 (대/일)   | 통행량 (대/일)   | 통행량 (대/일)   | 통행량 (대/일)   | 통행량 (대/일)   | 통행량 (대/일)   | 통행량 (대/일)   | 통행량 (대/일)   | 통행량 (대/일)   | 통행량 (대/일)   | 각주  |
| 요금소            | 2001년           | 2002년           | 2003년           | 2004년           | 2005년           | 2006년           | 2007년           | 2008년           | 2009년           | 2010년           | 각주  |
| ----------------- | ---------------- | ---------------- | ---------------- | ---------------- | ---------------- | ---------------- | ---------------- | ---------------- | ---------------- | ---------------- | ----- |
| (구)울산 (폐쇄식) | 21,708           | 23,744           | 24,164           | 24,164           | 19,508           | 21,078           | 22,622           | 22,404           | 울산 요금소 이전 | 울산 요금소 이전 | [ 4 ] |
| 울산 (폐쇄식)     | (구)울산 요금소  | (구)울산 요금소  | (구)울산 요금소  | (구)울산 요금소  | (구)울산 요금소  | (구)울산 요금소  | (구)울산 요금소  | 5,470            | 22,831           | 23,459           | [ 4 ] |
| 요금소            | 2011년           | 2012년           | 2013년           | 2014년           | 2015년           | 2016년           | 2017년           | 2018년           | 2019년           |                  | [ 4 ] |
| (구)울산 (폐쇄식) | 울산 요금소 이전 | 울산 요금소 이전 | 울산 요금소 이전 | 울산 요금소 이전 | 울산 요금소 이전 | 울산 요금소 이전 | 울산 요금소 이전 | 울산 요금소 이전 | 울산 요금소 이전 |                  | [ 4 ] |
| 울산 (폐쇄식)     | 23,340           | 23,516           | 24,759           | 25,247           | 23,361           | 24,225           | 24,552           | 21,646           | 21,380           |                  | [ 4 ] |

## 사진

울산 요금소 (이설 전)
울산 요금소 (이설 후)
울산 요금소 (이설 후, 확대)